# Jahmyr Gibbs
Jahmyr Gibbs (geboren am 20. März 2002 in Dalton, Georgia) ist ein US-amerikanischer American-Football-Spieler auf der Position des Runningbacks. Er spielte College Football für die Georgia Tech sowie für Alabama und wurde im NFL Draft 2023 in der ersten Runde von den Detroit Lions ausgewählt.

## Frühe Jahre und College
Gibbs besuchte die Dalton High School in seiner Heimatstadt Dalton, Georgia. Ab 2020 ging er auf das Georgia Institute of Technology, um College Football für die Georgia Tech Yellow Jackets zu spielen. Als Freshman kam Gibbs verletzungsbedingt nur in sieben von zehn Spielen zum Einsatz. Nachdem er das erste Spiel der Saison verpasst hatte, gelang ihm am zweiten Spieltag beim ersten Spielzug seiner College-Karriere ein Kickoff-Return über 75 Yards gegen die UCF Knights. Gibbs verzeichnete in seinem ersten Jahr am College 460 Yards Raumgewinn und vier Touchdowns im Laufspiel sowie 24 gefangene Pässe für 303 Yards und drei weitere Touchdowns. Zusammen mit seiner Rolle als Return Specialist verzeichnete er insgesamt 968 Yards und sieben Touchdowns, beides Bestwerte in seinem Team. In der Saison 2021 kam Gibbs auf 143 Läufe für 746 Yards und vier Touchdowns sowie 35 gefangene Pässe für 465 Yards und zwei Touchdowns. Er wurde in das All-Star-Team der Atlantic Coast Conference (ACC) gewählt. Gibbs kam in zwei Jahren in insgesamt 19 Spielen für Georgia Tech zum Einsatz.
Im Dezember 2021 gab Gibbs bekannt, zur Saison 2022 zu den Alabama Crimson Tide der University of Alabama zu wechseln. Mit Brian Robinson Jr. verließ der Nummer-eins-Runningback der Crimson Tide das Team in Richtung NFL. In zwölf Spielen für Alabama führte Gibbs sein Team mit 151 Läufen für 926 Yards und sieben Touchdowns in diesen Statistiken jeweils an. Zudem fing er 44 Pässe für 444 Yards und drei Touchdowns. Auch für Alabama wurde er als Return Specialist eingesetzt. Nach der Saison 2022 verkündete Gibbs seine Anmeldung für den kommenden NFL Draft.

## NFL
Im NFL Draft 2023 wurde Gibbs an zwölfter Stelle von den Detroit Lions ausgewählt. Gibbs teilte sich das Backfield bei den Lions als Rookie mit David Montgomery. In 15 Spielen der Regular Season erlief er 945 Yards und zehn Touchdowns – Bestwert für einen Rookie in dieser Saison  bei 182 Versuchen und fing 52 Pässe für 316 Yards und einen weiteren Touchdown. Mit 5,2 Yards pro Lauf war er einer der effizientesten Runningbacks der Saison. Zudem fing er in allen drei Play-off-Spielen der Lions jeweils einen Touchdown. Bei der Wahl zum NFL Offensive Rookie of the Year belegte Gibbs den vierten Platz.

### NFL-Statistiken
| Saison                             | Team  | Spiele | Spiele | Rushing | Rushing | Rushing | Rushing | Rushing | Receiving | Receiving | Receiving | Receiving | Receiving | Fumbles | Fumbles |
| Saison                             | Team  | GP     | GS     | Att     | Yds     | Avg     | Lng     | TD      | Rec       | Yds       | Avg       | Lng       | TD        | Fum     | Lost    |
| ---------------------------------- | ----- | ------ | ------ | ------- | ------- | ------- | ------- | ------- | --------- | --------- | --------- | --------- | --------- | ------- | ------- |
| 2023                               | DET   | 15     | 3      | 182     | 945     | 5,2     | 36      | 10      | 52        | 316       | 6,1       | 24        | 1         | 2       | 1       |
| 2024                               | DET   | 17     | 4      | 250     | 1.412   | 5,6     | 70      | 16      | 52        | 517       | 9,9       | 54        | 4         | 1       | 1       |
| Total                              | Total | 32     | 7      | 432     | 2.357   | 5,5     | 70      | 26      | 104       | 833       | 8,0       | 54        | 5         | 3       | 2       |
| Quelle: pro-football-reference.com |       |        |        |         |         |         |         |         |           |           |           |           |           |         |         |